# Aplocera fasciata
Aplocera fasciata là một loài bướm đêm trong họ Geometridae.